# Schneiders pitta
Schneiders pitta (Hydrornis schneideri; ook wel Pitta schneideri ) is een vogelsoort uit de familie van pitta's (Pittidae). Deze vogel is genoemd naar zijn ontdekker, de Zwitserse zoöloog Gustav Schneider (1867-1958).

## Kenmerken
Schneiders pitta is 22 cm lang. Het mannetje heeft een helderblauwe rug en vleugeldekveren, stuit en staart. De vleugels zijn zwartbruin en de rest van het verenkleed is roestbruin. De vogel heeft een oogstreep die naar beneden tot de hals reikt. Het mannetje heeft een zwarte borstband die bij het vrouwtje ontbreekt. Zij heeft bruine vleugeldekveren en ze is ook bruin op de rug.

## Leefwijze
Hoewel de dieren kunnen vliegen, geven leiden ze een verborgen bestaan op de grond. Hun voedsel vinden ze op bosbodem en bestaat uit ongewervelde dieren zoals insecten en slakken maar ook wel kleine hagedissen.

## Verspreiding en leefgebied
Schneiders pitta komt voor op Sumatra in het Barisangebergte dat van noord naar zuid over het eiland loopt. De leefgebieden zijn de ongerepte, of selectief gekapte regenwouden op berghellingen op een hoogte tussen de 900 en 2400 m boven de zeespiegel.

## Status
De grootte van de populatie is niet gekwantificeerd maar de soort wordt omschreven als schaars. Door de verborgen levenswijze wordt deze vogel niet vaak waargenomen maar aangenomen wordt dat de populatie niet heel erg klein is. Op de Rode lijst van de IUCN heeft deze soort de status niet bedreigd.